# Rio Guarita
Le rio Guarita est un cours d'eau brésilien de l'État du Rio Grande do Sul.
C'est un affluent du rio Uruguai. Parmi les nombreuses municipalités qu'il arrose, nous pouvons citer Palmitinho, Vista Gaúcha, Pinheirinho do Vale et Barra do Guarita.